# Ù
Ù, ù – litera alfabetu kaszubskiego, wymawiana jak polskie łu. Dźwięk powstaje w procesie tzw. labializacji, na początku wyrazu oraz po spółgłoskach: b, p, k, g, ch, w, f, m.
Występuje też w języku włoskim (np. più – więcej) i francuskim, gdzie występuje zaledwie w jednym słowie (où – gdzie).